# Czellér Lajos
Czellér Lajos (Kismarja, 1896. július 24. – Bukarest, 1952. június 3.) romániai magyar szakszervezeti vezető. 

## Élete
Czellér Sándor földműves és Varga Julianna református szülők gyermeke. Az 1930-as években a Kommunisták Romániai Pártja (KRP) illegális vezető aktivistája volt. Megírta a nagyváradi vas-, fém- és vegyipari munkások szakszervezetének negyedszázados történetét.

## Kötete
- 25 esztendő. Nagyvárad, 1928.